# Giulio Donati
Giulio Donati (* 5. Februar 1990 in Pietrasanta) ist ein italienischer Fußballspieler. Der Rechtsverteidiger stand zuletzt bei der AC Monza unter Vertrag.

## Karriere

### Vereine
Giulio Donati ist der Sohn eines Bademeisters aus Forte dei Marmi. Er hatte in seiner Jugend mehrere Jahre beim toskanischen Verein AS Lucchese Libertas gespielt, bevor er als 18-Jähriger im Jahr 2008 zum Erstligisten Inter Mailand wechselte. Dort spielte er anfangs für die U-20-Mannschaft des Vereins und wurde 2009 ins Profiteam befördert. In seiner ersten Saison als Profi von Inter Mailand gewann er den italienischen Pokal. Nachdem er im Inter-Kader in der Liga zu keinem Einsatz gekommen war, wurde Donati 2010 für ein Jahr zur US Lecce ausgeliehen, für die er 14 Spiele in der Serie A bestritt. In den beiden folgenden Jahren wurde er erneut innerhalb Italiens verliehen. 2011/12 und 2012/13 spielte er in der Serie B für Calcio Padova und die US Grosseto.
Zur Saison 2013/14 wechselte Donati in die deutsche Bundesliga und unterzeichnete einen Vierjahresvertrag bei Bayer 04 Leverkusen. Sein erstes Tor in einem Pflichtspiel erzielte er am 22. Oktober 2014 bei Bayer Leverkusens Spiel in der Champions League über Zenit Sankt Petersburg mit dem Treffer zum 1:0.
Am 25. Januar 2016 wurde Donati vom 1. FSV Mainz 05 verpflichtet. Sein Vertrag lief bis zum 30. Juni 2019. Sein Ligadebüt für Mainz 05 gab er am 6. Februar 2016 beim 1:0-Sieg gegen Hannover 96. Mit dem FSV spielte er in der Saison 2016/17 in der Europa League. Insgesamt absolvierte er 88 Pflichtspiele und verließ mit Auslaufen seines Vertrags den Verein nach Ende der Saison 2018/19.
Nach mehrmonatiger Vereinslosigkeit unterschrieb er Mitte Dezember 2019 in Italien beim Erstligaaufsteiger US Lecce einen bis zum Ende der Saison 2019/20 laufenden Vertrag. Im August 2020 schloss er sich dem Zweitligisten AC Monza an. 2022 stieg er mit dem Verein in die Serie A auf.
Nachdem sein Vertrag zum 30. Juni 2023 ausgelaufen und zunächst nicht verlängert worden war, konnte er sich im September 2023 erneut mit der AC Monza auf einen Vertrag bis zum Ende der Saison 2023/24 einigen. Nach Abschluss der Spielzeit lief sein Vertrag in Monza ohne Verlängerung aus.

### Nationalmannschaft
Donati spielte 2010 dreimal für die italienische U20. Im selben Jahr gab er sein Debüt für die U21. Für die EM 2011 qualifizierte er sich mit der Mannschaft nicht, bei der EM 2013 kamen die Italiener unter Trainer Devis Mangia hingegen ins Endspiel, das sie gegen Spanien verloren. Donati war Stammspieler und spielte in allen fünf Partien durch.

## Erfolge
Verein
- Italienischer Pokalsieger mit Inter Mailand: 2009/10

Nationalmannschaft
- U21-Vize-Europameister: 2013